# Lagenandra koenigii
Lagenandra koenigii là một loài thực vật có hoa trong họ Ráy (Araceae). Loài này được (Schott) Thwaites mô tả khoa học đầu tiên năm 1864.